# Tadahiro Akiba
Tadahiro Akiba (Chiba, 13 ottobre 1975) è un allenatore di calcio ed ex calciatore giapponese, di ruolo centrocampista, tecnico dello Shimizu S-Pulse.

## Palmarès

### Giocatore

#### Competizioni nazionali
- J2 League: 1

Albirex Niigata: 2003

### Allenatore

#### Competizioni nazionali
- J2 League: 1

Shimizu S-Pulse: 2024